# Energia eólica de alta altitude
A energia eólica de alta altitude é a hipótese de aproveitamento do vento de elevada altitude através do uso de tecnologia de amarras e cabos. Têm sido propostos vários mecanismos para capturar a energia cinética do vento, como papagaios, aeróstatos, planadores e planadores com turbinas. Uma vez que a energia mecânica deriva da energia cinética do vento, estão disponíveis diversas opções para o uso dessa energia mecânica: tração direta, conversão para energia elétrica na atmosfera ou numa estação no terreno ou conversão para laser ou microondas para outras aeronaves ou recetores no solo.